# Waabs

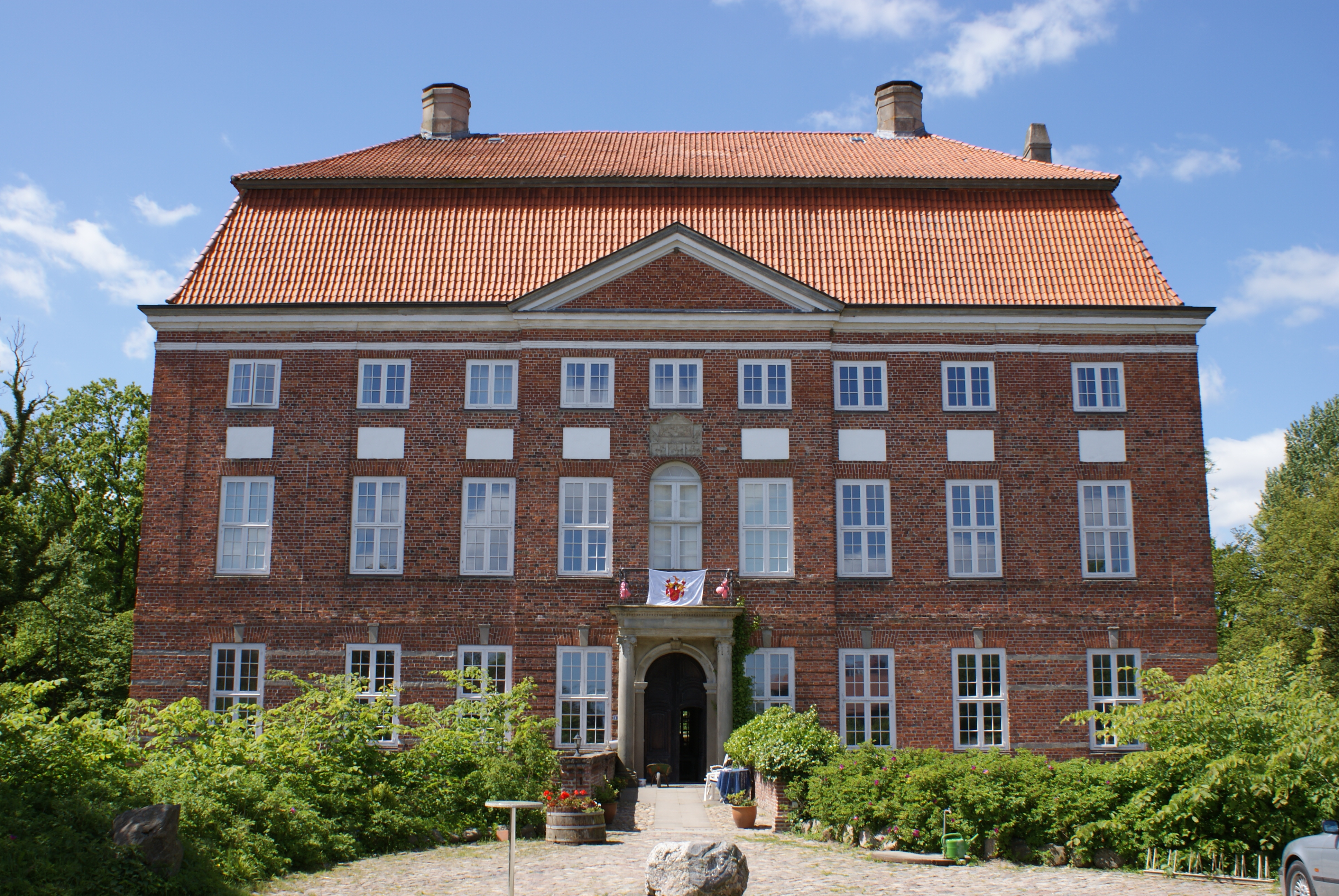
Gut Ludwigsburg

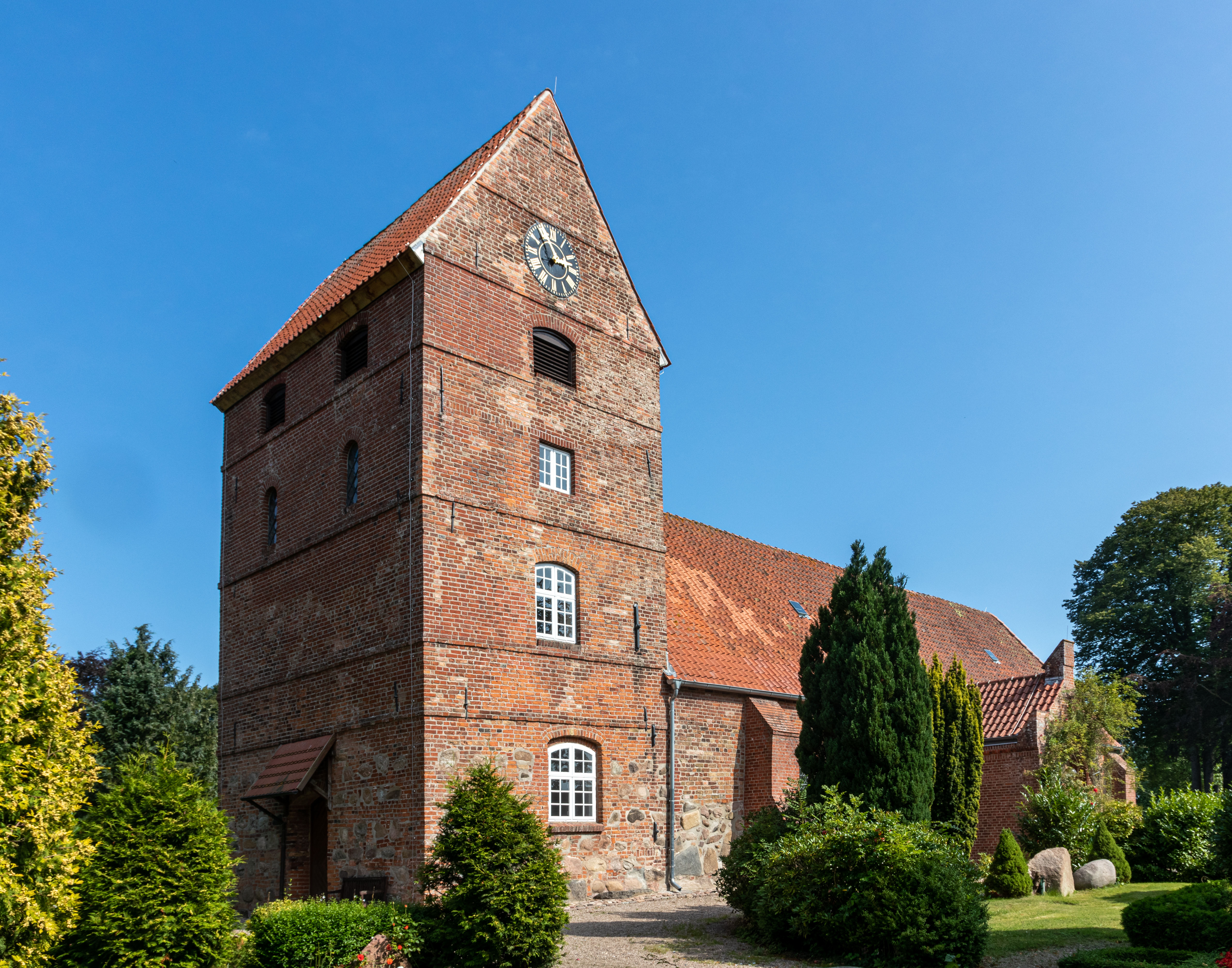
Kirche von Waabs

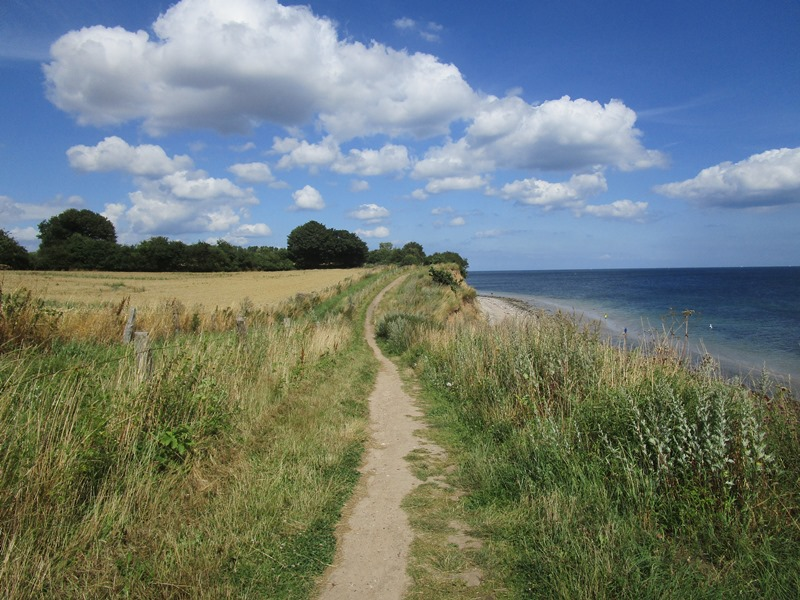
Steilküste an der Eckernförder Bucht bei Waabs

Waabs (dänisch Vabs, historisch auch Vabenæs, niederdeutsch Woobs) ist eine Gemeinde im Kreis Rendsburg-Eckernförde in Schleswig-Holstein.

## Geografie

### Geografische Lage
Das Gebiet der Gemeinde Waabs erstreckt sich etwa 10 km nordöstlich von Eckernförde am nördlichen Ufer der Eckernförder Bucht auf der Halbinsel Schwansen rund um den Aassee. Nach der überwiegend gebräuchlichen Abgrenzungsdefinition beginnt die Eckernförder Bucht bei Booknis-Eck innerhalb der Gemeinde. Zur Gemeinde Waabs gehören rund 12 km Naturstrand, an dem sich einige Campingplätze befinden.

### Ortsteile
Siedlungsstatistisch besteht die Gemeinde Waabs aus den Dörfern Kleinwaabs (dänisch Vabs), Großwaabs (dänisch Store Vabs) und Langholz (dänisch Langskov) und schließt die Siedlungen und Höfe Aschenberg (dänisch Askbjerg), Booknis (dänisch Bognæs oder Bøgenæs), Hökholz (dänisch Høgholt), Hülsenhain (dänisch Hylsenhain), Karlsminde, Lehmberg (dänisch Lembjerg), Ludwigsburg (dänisch Ludvigsborg bzw. Kohøved), Neuschlag, Sophienhof, Ritenrade, Rothensande und Waabshof sowie Gast und Glasholz.

## Geschichte
Auf die lange Siedlungsgeschichte weisen die zahlreichen Hünengräber im Gemeindegebiet hin. Das in der Jungsteinzeit errichtet und 1976–78 restaurierte, 57 m lange Hünenbett von Waabs-Karlsminde ist als archäologisches Denkmal öffentlich zugänglich. Der Langholz Dolmen, die Langbetten von Rothensande und der Sophienhof Dolmen sind weitere Beispiele.
Waabs wurde 1382 erstmals als tho der Grøten Wopensee erwähnt, später auch unter den Namen Wapenisse (1462), Wapendsee (1481) und Waabskirch (1641). Der Name ist eine Zusammensetzung von altdänisch wāpæn (ndän. våben, vgl. altnordisch vápn) für Waffe, Wappen und adän. -næs (nd. nis) für Landzunge, wobei offen ist, in welcher Bedeutung wāpæn gebraucht wird. Langholz wurde 1652 als Langholt erwähnt und bedeutet etwa Langes Gehölz. Hökholz wurde 1804/05 als Höckholz erwähnt. Der Namensbestandteil Höck verweist auf dän. høg für Habicht. Der Ortsname bedeutet daher etwa Wald, Gehölz, wo Habichte sind. Langholz wurde erstmals 1652 genannt.
Am 30. September 1928 wurden die sechs Gutsbezirke Hökholz, Karlsminde, Ludwigsburg, Sophienhof, Waabs und Waabshof zur Gemeinde Waabs in ihrer heutigen Ausdehnung zusammengelegt.

### Gut Ludwigsburg
Das Herrenhaus des Guts Ludwigsburg (ursprünglich Gutes Kohøved (dänisch: „Kuhkopf“)) liegt in einem Grabensystem, da es auf den Fundamenten einer mittelalterlichen Wasserburg erbaut wurde. Es soll im Mittelalter ein bischöfliches Lehnsgut gewesen sein mit einem Herrensitz und einem Dorf, wird jedoch 1396 erstmals als ritterlicher Besitz erwähnt. Im 18. Jahrhundert war es im Besitz des Grafen Friedrich Ludwig von Dehn (1697–1771), des eingesetzten Statthalters von Schleswig-Holstein.
Das heutige barocke Herrenhaus wurde mit seinen Gärten Anfang des 18. Jahrhunderts für Ludwig von Dehn ausgeführt, der auch den Hof in Ludwigsburg umbenannte. Besonders erwähnenswert ist die Bunte Kammer mit ihrem barocken Raumschmuck. Außerdem können Räume im Herrenhaus wie der Goldene Saal und der Gewölbekeller für Hochzeiten und andere Feierlichkeiten genutzt werden.
Heute befinden sich ein Reiterhof, auf dem auch Trakehner, Araber, Holsteiner und Deutsche Reitponys gezüchtet werden, ein Hofladen sowie ein Café auf dem Gut.

### Marienkirche
Die Marienkirche in Waabs stammt in ihren ältesten Teilen aus der Gotik und erhielt durch die Errichtung des Turmes am Ende des 16. Jahrhunderts und die Wölbung des Schiffes durch drei querrechteckige Kreuzrippengewölbe im Jahre 1608 ihre heutige Form. Die Kirche beherbergt einige bemerkenswerte Kunstwerke, wie eine Reihe gotischer Holzskulpturen.  Sie sind wohl Reste eines um 1460 geschaffenen großen Marienaltars. Der Schnitzaltar ist ein Werk des 17. Jahrhunderts. Neben der hölzernen Taufe aus dem Jahre 1674 ist seit einigen Jahren auch der frühgotische Taufstein aus gotländischem Kalkstein wieder in Benutzung genommen. Die geschnitzte Kanzel wurde im Jahre 1600 von Jürgen Koberch, einem Bildschnitzmeister der Eckernförder Bildschnitzschule, geschaffen. Sehenswert sind auch die noch vorhandenen Teile des Rantzaugestühls aus den Jahren 1580/90 und 1608 mit geschnitzten Wappen und Ahnentafeln. Spätgotische Wandmalereien zeigen Darstellungen der zwölf Apostel und des Jüngsten Gerichts, umrahmt von Akanthusblättern und Distelblüten, Symbol für das Martyrium Christus. Um 1900 waren die Malereien stark überarbeitet worden, 1968 geweisst und 2011 zum Großteil wieder freigelegt. 2018 soll die Restaurierung der Fresken beendet werden. Die Kirche erhielt schon zu Beginn des 17. Jahrhunderts eine Orgel.
Über die Jahrhunderte hatte sich der Kirchturm nach Norden geneigt. Mauerrisse und Holzwurm kamen hinzu. 2014 fand eine Notsicherung statt, 2017 folgten weitere bauliche Restaurierungsmaßnahmen. 1997 wurde zu diesem Zwecke der Förderverein Marienkirche Waabs e. V. gegründet.

## Politik

### Gemeindevertretung
Bei der Kommunalwahl am 14. Mai 2023 wurden insgesamt 13 Sitze vergeben. Die CDU erhielt sechs Sitze, die SPD erhielt vier Sitze und die Wählergemeinschaft Waabs erhielt drei Sitze.

### Wappen
Blasonierung: „Gespalten von Blau und Gold, darauf eine bewurzelte, rechts von einer Ähre, links von einem Fisch begleitete Buche in verwechselten Farben.“

## Wirtschaft und Verkehr
In der Gemeinde Waabs ist der Fremdenverkehr eine der Haupteinnahmequellen. Daneben ist das Gemeindegebiet überwiegend landwirtschaftlich geprägt.
Westlich von Waabs verläuft die Bundesstraße 203 (die Schwansenstraße) von Kappeln nach Eckernförde.

## Sehenswürdigkeiten
Alle Kulturdenkmale der Gemeinde Waabs befinden sich in der Liste der Kulturdenkmale in Waabs.

## Persönlichkeiten
- Ernst Carl von Ahlefeldt (1785–1877), Politiker und Gutsbesitzer
- Robert Kappel (* 1946), Wirtschaftswissenschaftler
- Gustav Carl Liebig (1930–2007), Marineoffizier, Schiffskommandant, zuletzt Konteradmiral der Bundesmarine
- Carl Prien (1818–1896), Klassischer Philologe, Lehrer und Abgeordneter